# Bijan Namdar Zangeneh
Bijan Namdar Zangeneh oder Bidschan Sangane (persisch بيژن نامدار زنگنه, * 15. März 1953 in Kermānschāh) ist ein iranischer Politiker.
Er ging zur Universität Teheran und wurde im August 2013 als Ölminister der Regierung Rohani nominiert. Er diente bereits in verschiedenen Kabinetten, unter anderem war er vom 14. November 1983 bis zum 2. September 1988 Minister für Landwirtschaft, und dann von 1988 bis zum 14. August 1997 Minister für Energie.